# Peștele de foc

## Peștele de foc
Acest pește, prezent în zona tropicală a oceanelor Indian și Pacific (partea lor vestică),crește până la 20 centrimetri și este o specie carnivoră și agresivă. Marile radii ale înotătoarelor dorsale au la bază glade cu venin puternic, dar nu sunt periculoase pentru oameni, deși înțepătura este mai dureroasă decât cea a albinelor. Creveții de dimensiuni reduse și alți pești mici fac parte din meniul său.